# Кути (Буська міська громада)
Кути́ — село в Україні, у Буській міській громаді Золочівського району, Львівської області. До адміністративної реформи 2020 року село було центром Кутівської сільської ради, якій були підпорядковані села Брахівка, Хватів, Чишки. Населення становить 478 осіб.

## Географія
Село розташоване за 33 км  від райцентру, що проходить автошляхом місцевого значення. До найближчої залізничної станції Кути, на залізничній лінії Львів—Броди, відстань становить 2 км.

## Населення
Мова
За даними всеукраїнського перепису населення 2001 року в селі мешкало 478 осіб:
| українська | 475 | 99,37 |
| російська  | 3   | 0,63  |

## Історія
Перша згадка про Кути датована 1441 роком. За часів Речі Посполитої Кути належали роду Ґнєвушів. З приходом радянської влади, у селі було створено колгосп «Здобуток Жовтня».

## Пам'ятки, визначні місця

### Церква Святого Архистратига Михаїла з дзвіницею
Церква Святого Архистратига Михаїла збудована у 1697 році теслею з Сасова Григорієм Гебичем. Храм без перебільшення можна вважати одним з найяскравіших зразків дерев'яного зодчества в Україні.
Церква є дерев'яною, трьохзрубною, трикупольною. Складається з квадратного центрального зрубу до якого примикають з заходу — менший квадрат бабинця, а зі сходу — гранований п'ятистінний зруб. Протягом своєї історії церкву кілька разів видозмінювали, зокрема у 1865 році було добудовано аркадну галерею під опасанням, трохи пізніше до східного об'єму прибудовано ризницю. У 1910 році проведено ремонтні роботи. Центральний зруб перекритий чотирискатним шатром з трьома заломами, завершеним куполом, бабинець — чотирискатним шатром, східний об'єм — восьмиграним бароковим куполом з перехватом. В інтер'єрі центральний зруб відокремлений від бабинця аркою-вирізом. Бічні зруби мають незначну висоту. Внутрішній простір центрального об'єму розкрито до основу купола та стягнуто хрестоподібними стяжками на рівні другого залому. У 1930—х роках в храмі було проведено кілька ремонтів, зокрема було замінено гонтове покриття стін на шалівку, а у 1954 році куполи було покрито бляхою.
У 1974 році під керівництвом архітекторів Івана Могитича, Ігоря Старосольського, Л. Дмитровича проведено реставраційні роботи, під час яких відновлено ґонтове покриття та аркаду-галерею, розібрано північну ризницю, відремонтовано інші конструкції, а також піднято святиню на кам'яний фундамент. Того ж року храм попадає під опіку Українського Товариства охорони пам'яток історії та культури та Львівської картинної галереї. Проте на цьому все закінчилося. 2000 року церкву було пограбовано і після цього випадку церкву було закрито. З плином часу та під дією природних факторів храм продовжував руйнуватися, але знайшлися ентузіасти і церкву вдалося врятувати.
У 2008 році студенти університету банківської справи НБУ завдяки благодійній акції «ІІІ Аукціон надій», яка тривала 2 роки та за безпосередньою допомогою Героя України, директора Львівської галереї мистецтв Бориса Возницького зібрали понад 220 тис. грн. на реставрацію храму. Було відремонтовано перекриття даху святині, встановлено протипожежну систему та обладнано сигналізацією. Наступного року замощено бруківкою невеличку територію навколо церкви. Також було повернуто старий іконостас. Урочисте відкриття відновленого храму відбулося 26 вересня 2010 року. Перше богослужіння у відновленому храмі здійснив священик Української Православної Церкви Київського Патріархату, настоятель храму Собору Пресвятої Богородиці митр. прот. о. Степан Момоход.
Нині у святині діє перший в Україні Храм пам'яті. У стіни вмуровано пропам'ятні таблиці з іменами відомих кутівчан, Січових Стрільців, з іменами тих, кого радянською каральною машиною було засуджено і вивезено до Сибірських таборів, а також з іменами місцевих мешканців, примусово вивезених до Німеччини під час німецької окупації села. Храмове свято відзначається 21 листопада.
Церква святого Архістратига Михаїла внесена до реєстру пам'яток архітектури національного значення під охоронним № 377.
Дзвіниця церкви Святого Архистратига Михаїла, збудована у XVIII столітті та входить до архітектурного ансамблю церкви Святого Архистратига Михаїла. Вона є дерев'яною, квадратною в плані, одноярусною, з шатровим завершенням, каркасною. Під час проведення реставраційних робіт дзвіницю відновити не вдалося, але майстер-підрядник Іван Кіф'як, що виконував основні роботи по церкві, повідомив, що готовий безоплатно відремонтувати старовинну дзвіницю поруч, якщо обласна влада профінансує проєктну документацію.
Дзвіниця церкви святого Архістратига Михаїла внесена до реєстру пам'яток архітектури національного значення під охоронним № 378.

### Церква Різдва Пресвятої Богородиці
Церква Різдва Пресвятої Богородиці залишається діючою. Історія будівництва храму є міфічною й, одночасно, достатньо цікавою. Біля села є поле, яке називається Покрова. Колись на місці цього поля розташовувалося однойменне село. За переказами, у цьому селі була церква, при якій мешкали черниці. Одна з черниць згрішила та за деякий час народила дитину. За легендою, ігуменя сказала: «Вміла знайти, вмій позбавитися». Дитина була страчена, а храм зі всіма допоміжними будівлями пішов під землю, а на його місці утворилися ставки. Такою була кара Господня. Невдовзі поблизу цього місця було знайдено ікону Матінки Божої, яка у храмі зберігається й понині. Так у 1750 році на місці, де знайдено образ, було збудовано церкву Різдва Пресвятої Богородиці.
Церква є дерев'яною, трьохзрубною, трикупольною. Складається з квадратного центрального зрубу та менших квадратних бабинця та гранованого п'ятистінного східного зрубу. Пізніше до східного об'єму та бабинця були прибудовані невисокі приміщення. Споруду складено з соснових брусів, на дубових підвалинах, оточене опаясанням у вигляді аркади-галереї. Основні зруби однакової висоти, центральний перекрито восьмигранним пластичним шатром на вісьмерику, бічні — главами, встановлених на зрубаних скатних дахах.
Внутрішній простір центрального об'єму висотно розкрите. Бічні зруби перекрито зрубними склепіннями. Хори розташовані в бабинцю та центральному зрубі, з'єднаних напівциркульним арочним вирізом. В інтер'єрах храму знаходиться різьблений іконостас з другої половини XVIII століття, а внутрішній інтер'єр храму у 1936 році розписаний художником Ярославом Левицьким. У 1930 році ґонтове покриття церкви було замінено на бляху і того ж року було зведено двоярусну дзвіницю, що знаходиться поруч з церквою. Протягом останніх років церква декілька разів піддавалася ремонту. Колись дочірньою церкві Різдва Пресвятої Богородиці була церква Святого Архистратига Михаїла.
Поблизу храму знаходиться старовинний цвинтар, де збереглося багато поховань, датованих 1830—1850 роками. Стосовно надмогильних пам'ятників, то кожен з них мистецьки зроблений та відрізняється від сусіднього. Окрім польських поховань, тут є декілька козацьких кам'яних хрестів.
Церква Різдва Пресвятої Богородиці внесена до реєстру пам'яток архітектури національного значення під охоронним № 379.

### Меморіали, пам'ятники
- Пам'ятник односельцям, які загинули під час другої світової війни (авторство — скульптор Володимир Бець, архітектор Василь Каменщик), встановлений у 1977 році[15].

## Освіта
В селі діє Кутівська філія I—II ступенів Олеського опорного закладу загальної середньої освіти I—III ступенів Буської міської ради (завідувач філією Шпак Мар'яна Ігорівна).

## Галерея

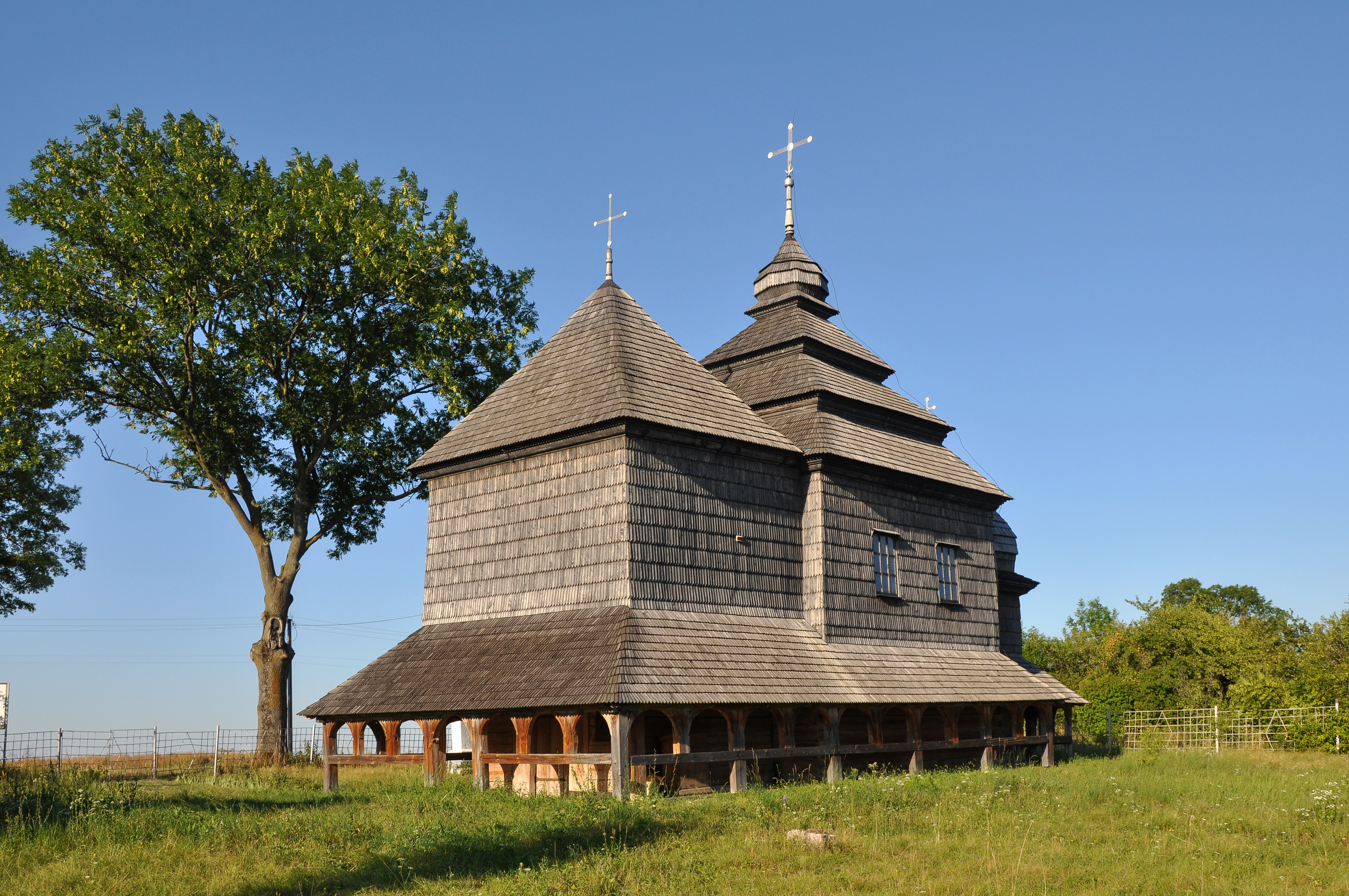
Церква Святого Архистратига Михаїла (1697)
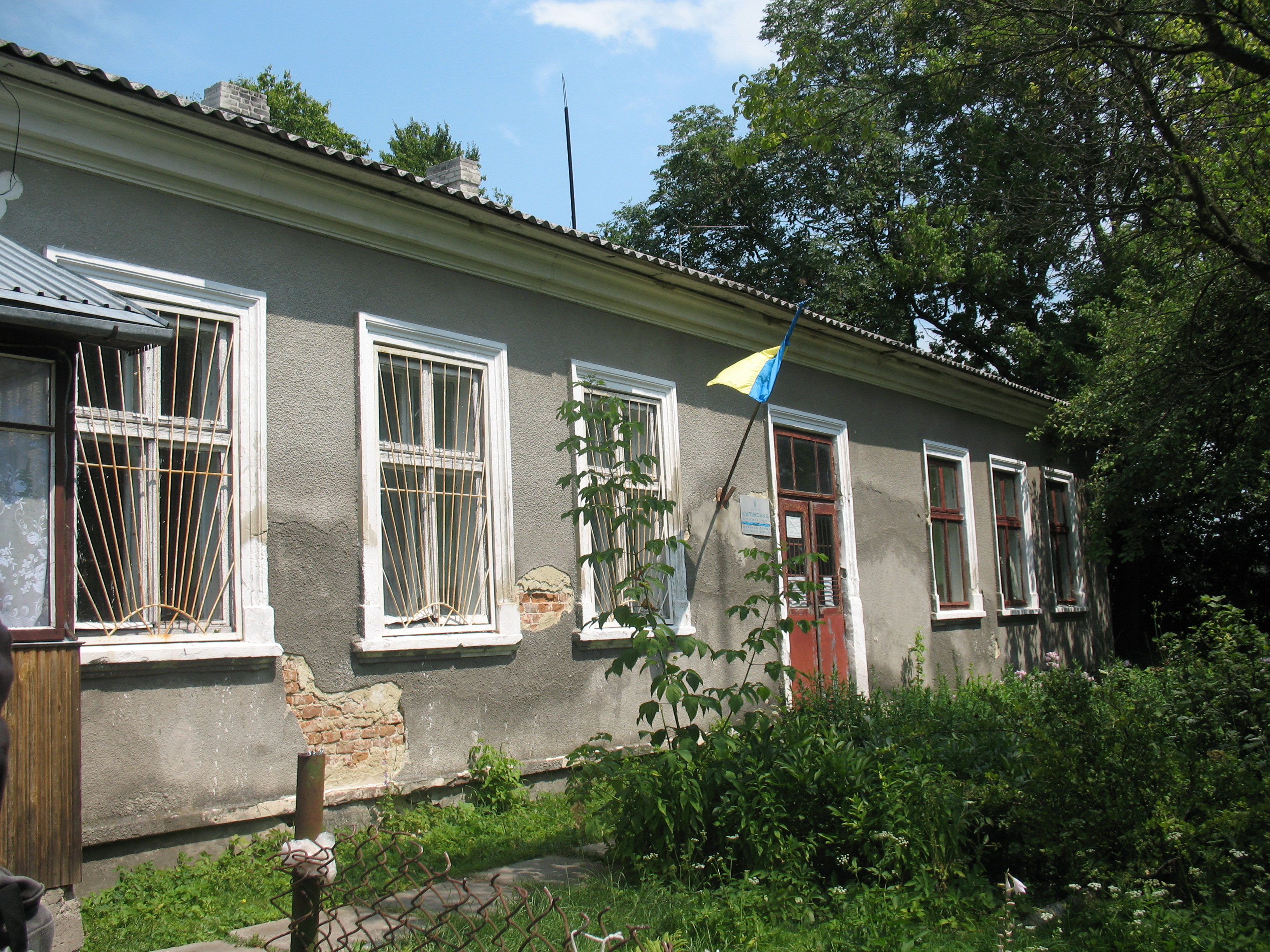
Кутівська сільська рада
Пам'ятник односельцям, які загинули під час другої світової війни
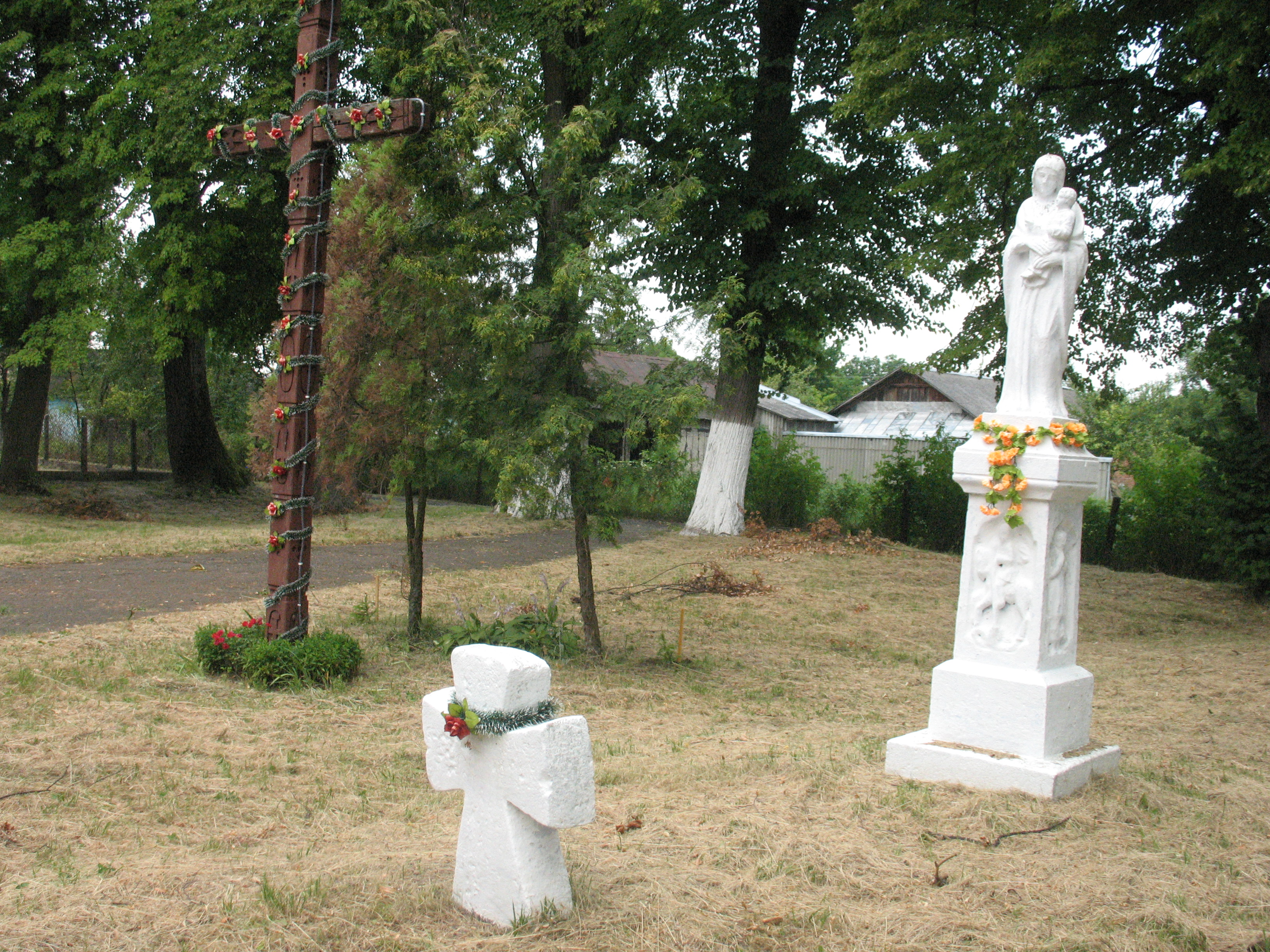
Хрест і фігура Богоматері на сільському цвинтарі
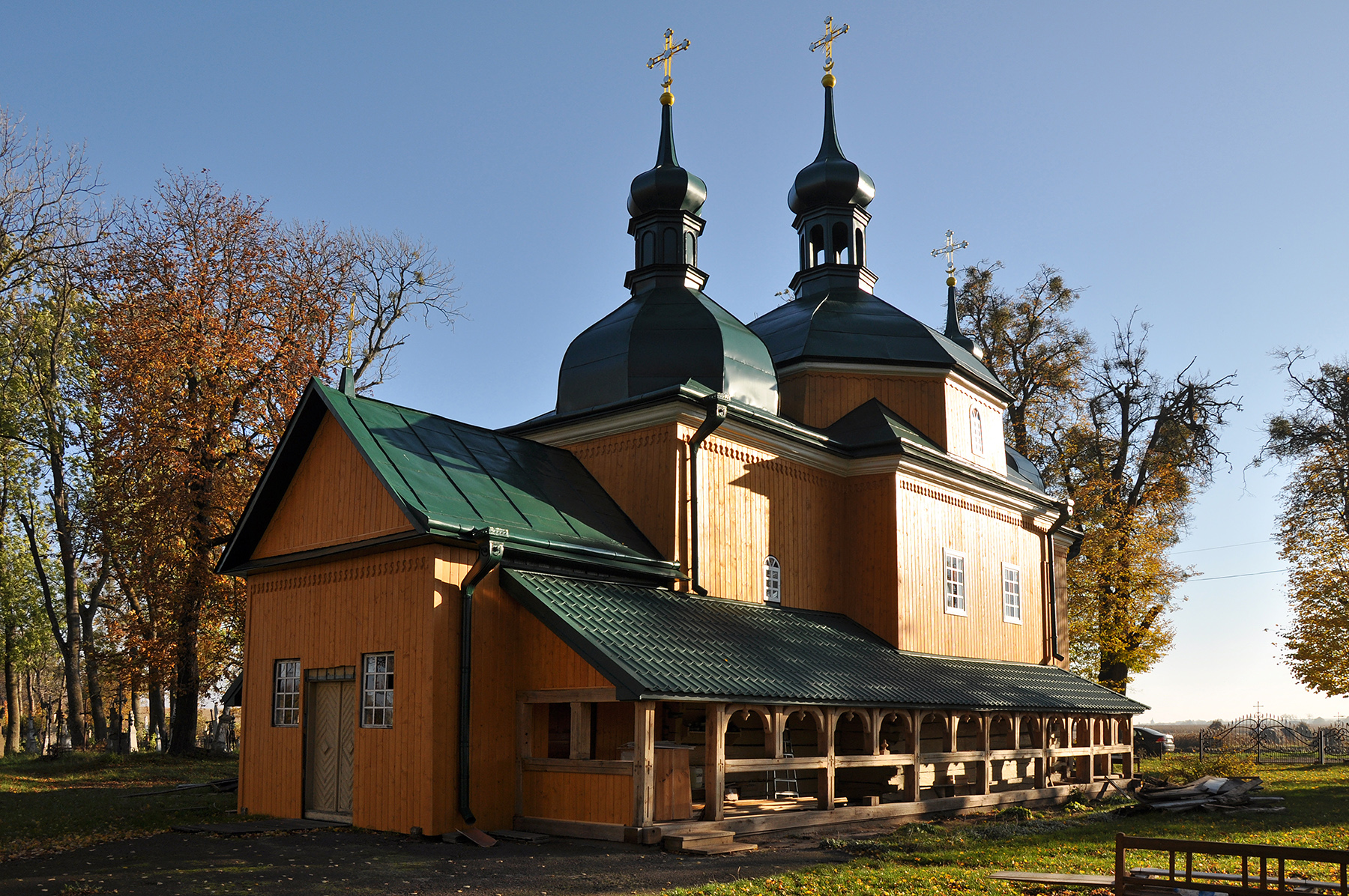
Церква Різдва Пресвятої Богородиці (1750)